# 贝纳菲戈斯
贝纳菲戈斯，是西班牙瓦伦西亚自治区卡斯特利翁省的一个市镇。总面积36平方公里，总人口205人（2001年），人口密度6人/平方公里。